# Missoula
Missoula is een plaats (city) in de Amerikaanse staat Montana, en valt bestuurlijk gezien onder Missoula County.

## Demografie
Bij de volkstelling in 2000 werd het aantal inwoners vastgesteld op 57.053.
In 2006 is het aantal inwoners door het United States Census Bureau geschat op 64.081, een stijging van 7028 (12.3%).

## Geografie
Volgens het United States Census Bureau beslaat de plaats een oppervlakte van
61,9 km², waarvan 61,6 km² land en 0,3 km² water.

## Plaatsen in de nabije omgeving
De onderstaande figuur toont nabijgelegen plaatsen in een straal van 16 km rond Missoula.

## Geboren
- David Lynch (1946-2025), filmregisseur, kunstschilder en muzikant
- Troy Evans (1948), acteur
- Dana Carvey (1955), komiek, acteur
- Steve Bullock (1966), politicus en gouverneur van Montana
- Brian Schmidt (1967), astronoom, natuurkundige en Nobelprijswinnaar (2011)
- Scott Michael Campbell (1971), acteur, filmproducent, filmregisseur en scenarioschrijver
- Jesse Tyler Ferguson (1975), acteur
- Katharine Berkoff (2001), zwemster